# 1918
1918 (MCMXVIII) là một năm thường bắt đầu vào Thứ ba của lịch Gregory và là một năm thường bắt đầu vào Thứ Hai của lịch Julius, năm thứ 1918 của Công nguyên hay của Anno Domini, the năm thứ 918  của thiên niên kỷ 2, năm thứ 18  của thế kỷ 20, và năm thứ  9   của thập niên 1910. Tính đến đầu năm 1918, lịch Gregory bị lùi sau 13 ngày trước lịch Julius, và vẫn sử dụng ở một số địa phương đến năm 1923. 

## Sự kiện

### Tháng 1
- 3 tháng 1 - Tôn Trung Sơn đích thân chỉ huy pháp kích tổng quân bộ
- 8 tháng 1 - Hoa Kỳ đưa ra kế hoạch 14 điểm.
- 27 tháng 1 - Cách mạng ở Phần Lan.
- 28 tháng 1 - Thành lập hồng quân công nông ở Nga.

### Tháng 2
- 16 tháng 2 - Binh lính Thổ Nhĩ Kỳ đốt thư viện Baghdad.
- 17 tháng 2 - Phùng Quốc Chương lấy danh nghĩa tổng thống công bố tổ chức quốc hội
- 21 tháng 2 - Vẹt đuôi dài Carolina, loài vẹt duy nhất có nguồn gốc bản địa miền đông Hoa Kỳ, đã tuyệt chủng khi cá thể cuối cùng chết tại vườn thú Cincinnati, Ohio.
- 24 tháng 2 - Estonia tuyên bố độc lập.
- 25 tháng 2 - Đương Kế Nghiêu khống chế Tứ Xuyên

### Tháng 3
- 3 tháng 3- Hòa ước Brest-Litovsk được ký giữa Nga Xô Viết và các nước Liên minh Trung tâm nhằm đưa nước Nga Xô Viết ra khỏi Chiến tranh thế giới thứ nhất.
- 5 tháng 3 - Ký kết hiệp định Yash giữa România và nước Nga Xô viết.
- 9 tháng 3 - Nước Nga Xô viết dời thủ đô từ Petrograd về Moskva.
- 15 tháng 3 - Quân phiệt Bắc Dương công chiếm Trường Sa, Nhạc Dương
- 21 tháng 3 - Bắt đầu cuộc Tổng tấn công Mùa xuân 1918 của đế quốc Đức ở mặt trận phía Tây thế chiến thứ nhất.
- 25 tháng 3 - Belarus tuyên bố độc lập.

### Tháng 4
- 5 tháng 4 - Quân đội Nhật Bản chiếm Vladivostok.
- 14 tháng 4 - Tại Trường Sa, Mao Trạch Đông và Thái Hòa Sâm  hội Tân Dân Học

### Tháng 5
- 7 tháng 5 - Ký kết hiệp định hòa bình giữa România và Liên minh Trung tâm tại Bucarest.

### Tháng 7
- 4 tháng 7 - Tổng thống Hoa Kỳ Woodrow Wilson trình bày 4 mục tiêu của Hoa Kỳ trong chiến tranh.
- 4 tháng 7 - Mehmed VI trở thành vị vua thứ 36 và cũng là cuối cùng của đế quốc Ottoman.

### Tháng 8
- 2 tháng 8 - Quân đội các nước Entente đổ bộ lên Arkhangelsk, miền bắc nước Nga.
- 30 tháng 8 - Lenin bị ám sát bởi Fanny Dora-Kaplan nhưng chỉ bị thương nặng.

### Tháng 9
- 29 tháng 9- Bulgaria đầu hàng.

### Tháng 10
- 3 tháng 10 - Wilhelm II chỉ định Max von Baden làm thủ tướng Đức.
- 28 tháng 10 - Hạm đội Đức nổi loạn ở Kiel.
- 28 tháng 10 - Tiệp Khắc tách khỏi đế quốc Áo-Hung và tuyên bố độc lập.
- 29 tháng 10 - Thành lập nhà nước của người Serb, người Croatia và người Slovenia.
- 30 tháng 10- Đế quốc Ottoman đầu hàng.

### Tháng 11
- 3 tháng 11- Đế quốc Áo-Hung đầu hàng.
- 9 tháng 11 - Cách mạng diễn ra ở Đức. Wilhelm II chạy trốn sang Hà Lan.
- 11 tháng 11- Đế quốc Đức đầu hàng. Chiến tranh thế giới thứ nhất kết thúc.
- 11 tháng 11 - Hoàng đế Áo-Hung Karl I chạy khỏi kinh đô Viên.
- 12 tháng 11 - Áo trở thành nước cộng hoà.
- 16 tháng 11 - Hungary tuyên bố độc lập.

### Tháng 12
- 4 tháng 12 - Thành lập vương quốc của người Serbia, Croatia và Slovenia.
- 6 tháng 12 - Đảo chính phản cách mạng ở Berlin.
- 20 tháng 12 - Tomáš Garrigue Masaryk trở về Tiệp Khắc.

## Sinh
- tháng 2 - Đồng Văn Cống, trung tướng Quân đội Nhân dân Việt Nam (m. 2005)
- 22 tháng 2 - Robert Wadlow, người cao nhất thế giới (m. 1940)
- 26 tháng 3 - Jurica Ribar, họa sĩ Nam Tư (m. 1943)[1]
- 17 tháng 4: Dawn Evelyn Paris (Dawn O'Day/Anne Shirley), nữ diễn viên người Mỹ (m. 1993)
- 4 tháng 8 - Thái Thị Liên, nghệ sĩ dương cầm Việt Nam (m. 2023)
- 19 tháng 8 - Nguyễn Vĩnh Bảo, nhạc sĩ người Việt Nam (m. 2021)
- 11 tháng 12 - Aleksandr Isayevich Solzhenitsyn, nhà văn, nhà viết kịch Nga (m. 2008)

## Mất
- Nikolai II, Nga hoàng cuối cùng
- Manfred von Richthofen, phi công Ách của Đức

## Giải Nobel
- Vật lý - Max Karl Ernst Ludwig Planck
- Hóa học - Fritz Haber
- Sinh lý học hoặc Y học - không có giải
- Văn học - không có giải
- Hòa bình - không có giải